# Kane & Lynch 2: Dog Days
Kane & Lynch 2: Dog Days este un joc video third-person shooter dezvoltat de IO Interactive și publicat de Eidos Interactive în colaborare cu Square Enix pentru Microsoft Windows, PlayStation 3 și Xbox 360. Este al doilea joc din serie după Kane & Lynch: Dead Men.
Anunțat în noiembrie 2009, jocul are un stil vizual inspirat din filmele documentare și din cele user-generated content. Dog Days a fost prezentat din punctul de vedere al lui Lynch. Kane and Lynch 2 s-a vândut în peste un milion de copii.

## Coloana sonoră
| Track Listing (87:44) |                                             |         |  |
| Nr.                   | Titlu                                       | Lungime |  |
| 1.                    | „Mandarin Dreams (feat. Na Li)”             | 1:07    |  |
| 2.                    | „Chinese Diva (feat. Shen Shen)”            | 1:02    |  |
| 3.                    | „Xian Tao (feat. Shen Shen)”                | 1:04    |  |
| 4.                    | „New City Lights (feat. Shen Shen)”         | 1:02    |  |
| 5.                    | „Singapore Nights (feat. Xingyu Mao)”       | 0:56    |  |
| 6.                    | „Interesting Times (feat. Na Li)”           | 1:07    |  |
| 7.                    | „Little Mei (feat. Shen Shen)”              | 1:09    |  |
| 8.                    | „Asian Gardens (feat. Shen Shen)”           | 1:11    |  |
| 9.                    | „Old Friends (feat. Shen Shen)”             | 1:10    |  |
| 10.                   | „Red Love Affair (feat. Xingyu Mao)”        | 1:00    |  |
| 11.                   | „Ying Yang (feat. Xingyu Mao & Na Li)”      | 0:55    |  |
| 12.                   | „Zen Dynasty (feat. Gang Wang)”             | 1:08    |  |
| 13.                   | „Skyscrapers (feat. Gang Wang & Shen Shen)” | 1:06    |  |
| 14.                   | „Millions (feat. Shen Shen)”                | 1:08    |  |
| 15.                   | „Foreign Songs (feat. Shen Shen)”           | 1:11    |  |
| 16.                   | „Erhu (feat. Na Li)”                        | 1:01    |  |
| 17.                   | „Tea Ceremony (feat. Na Li)”                | 0:48    |  |
| 18.                   | „Traditionals (feat. Xingyu Mao)”           | 1:05    |  |
| 19.                   | „The Old Rules (feat. Shen Shen)”           | 1:04    |  |
| 20.                   | „Paperwalls”                                | 0:57    |  |
| 21.                   | „Watermills”                                | 1:01    |  |
| 22.                   | „Island Tales”                              | 1:01    |  |
| 23.                   | „Venerable”                                 | 1:00    |  |
| 24.                   | „Welcome to Shanghai (feat. En Esch)”       | 4:55    |  |
| 25.                   | „The Details (feat. En Esch)”               | 5:50    |  |
| 26.                   | „Blood, Sweat & Tears (feat. En Esch)”      | 6:00    |  |
| 27.                   | „Laying Low (feat. En Esch)”                | 7:00    |  |
| 28.                   | „A Thousand Cuts (feat. En Esch)”           | 7:47    |  |
| 29.                   | „The Deal (feat. En Esch)”                  | 6:14    |  |
| 30.                   | „Out of Shanghai (feat. En Esch)”           | 8:18    |  |
| 31.                   | „Airstrike (feat. En Esch)”                 | 5:54    |  |
| 32.                   | „Resurrection (feat. En Esch)”              | 5:25    |  |
| 33.                   | „One Way Ticket (feat. En Esch)”            | 6:08    |  |